# NADH-dehydrogenas
NADH-dehydrogenas, eller komplex I, är ett stort enzymkomplex på mitokondriernas inre membran. Det är ett flavoprotein som innehåller järn och svavel. Komplexet utgör det första enzymatiska steget i elektrontransportkedjan, och oxiderar NADH till H+ och NAD+, varpå två elektroner överförs till ubikinon, medan 4 protoner överförs till intermembranutrymmet. Dessa 4 protoner kan sedan återföras till mitokondriens inre matris genom enzymet ATP-syntas, vilket genererar ATP.

## Struktur
NADH-dehydrogenas har en L-formad struktur med en hydrofob del, som är inbäddad i mitokondriens inre membran, och en hydrofil del i den inre mitokondriella matrisen. Delarna består i sin tur av funktionella enheter (moduler): dehydrogenasmodulen (N-modulen), som tar emot elektroner från NADH (fungerar som ingångsport); hydrogenasmodulen (Q-modulen), som lämnar av elektroner till ubikinon; och den protontranslokerande modulen (P-modulen), som pumpar protoner över det inre membranet från mitokondriens matris till intermembranutrymmet.

## Funktion
När NADH anländer till komplexet och oxideras avger molekylen två elektroner i form av en hydridjon (H-), vilka tas emot av N-modulen via FMN, som fungerar som en inträdesport. Därefter transporteras elektronerna genom Q-modulen genom att attraheras till åtta järn-svavel-kluster, för att sedan anlända till elektronbäraren ubikinon. I redoxreaktionen som följer mellan ubikinon och hydridjonen reduceras ubikinon till ubikinol, varpå redoxenergi frigörs. Energin används i mitokondrien för att pumpa protoner genom P-modulen från mitokondriens inre matris till intermembranutrymmet, vilket skapar en koncentrationsgradient som används vid ATP-syntes. För varje par elektroner som förflyttas över NADH-dehydrogenas pumpas fyra protoner över mitokondriens inre membran. Eftersom komplex I är den främsta inträdesplatsen för elektroner till elektrontransportkedjan spelar proteinet en central del för metabolism.